# Labská louka

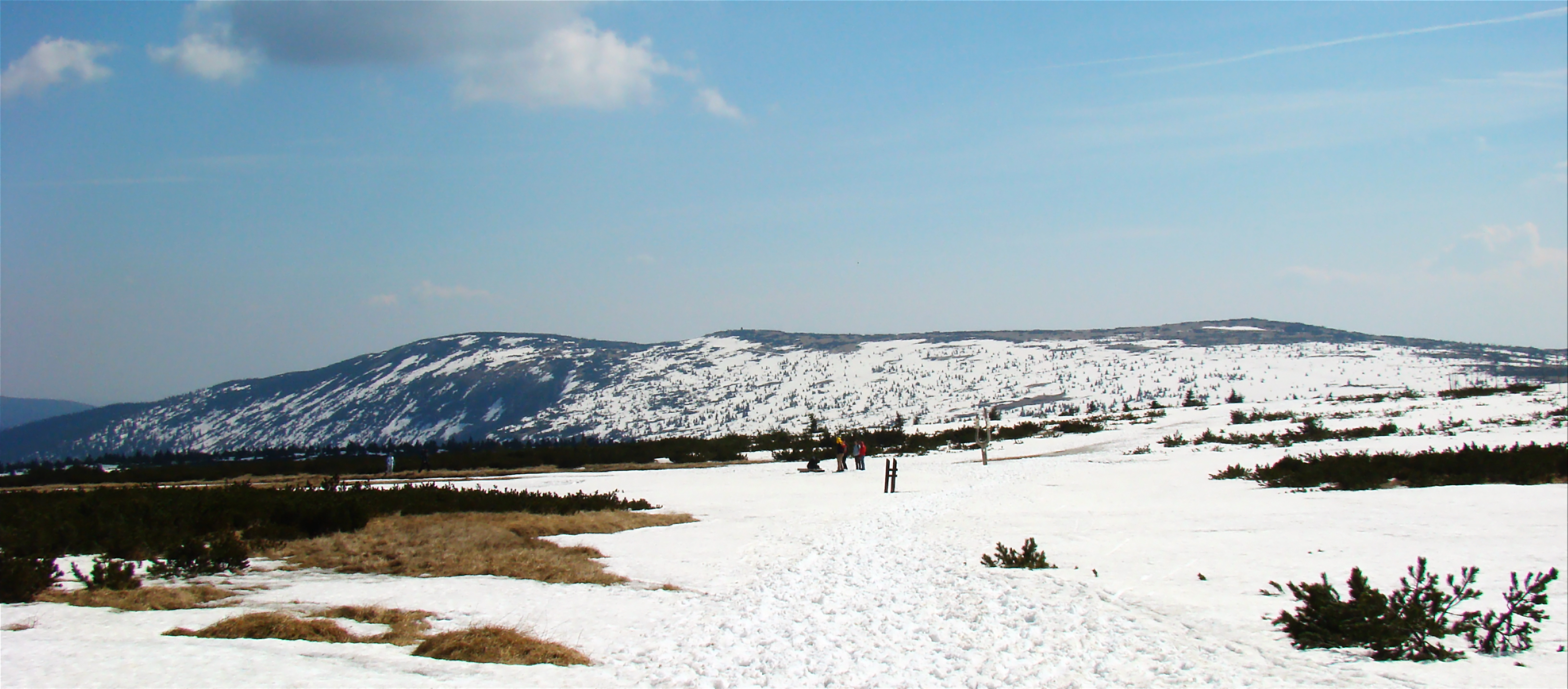
Labská louka

Labská louka – je náhorní plošina parovinného charakteru ležící v západní části Krkonoš v nadmořské výšce přibližně 1350 až 1400 metrů. Dominantou ze severní strany je vrchol Violík ležící na česko-polské hranici. Přes Labskou louku procházela ještě v 16. století obchodní stezka spojující Čechy a Slezsko.

## Vodní režim
Na západní straně z Labské louky vytéká potok Mumlava; v jejím středu pak leží ve výšce 1387 metrů pramen Labe. Labe zde teče k jihovýchodu a louku opouští poblíž Labské boudy. Západně od ní se při okraji louky nachází automatická stanice ČHMÚ pro měření atmosférického ozonu. Labská louka je často pokryta sněhem více než 6 měsíců v roce a výška sněhové pokrývky běžně dosahuje dvou až tří metrů.

### Flóra
Labská louka představuje území se vzácnou vegetací, které je součástí 1. zóny Krkonošského národního parku (v letech 1952–2008 v rámci státní přírodní rezervace Západokrkonošská, resp. Prameny Labe). Kromě kosodřeviny se zde nachází rašeliniště a vzácná endemitní květena včetně glaciálních reliktů (např. všivec sudetský, ostružiník moruška). Rostlinstvo je přizpůsobeno zdejším drsným klimatickým podmínkám.